# Synchlora albicostaria
Synchlora albicostaria là một loài bướm đêm trong họ Geometridae.